# George Rose (homme politique)
Pour les articles homonymes, voir George Rose.
George Rose (17 juin 1744 - 13 janvier 1818) est un homme politique britannique.

## Biographie
Né à Woodside près de Brechin, en Écosse, Rose est le deuxième fils du révérend David Rose de Lethnot, d'une ancienne famille de Kilravock, dans le comté de Nairn  et de sa seconde épouse, Margaret, fille de Donald Rose de Wester Clune (et descendant de James Sharp, archevêque de St Andrews de 1661 à 1679, par sa fille, Isabella) . David Rose serait le fils illégitime de Hugh Hume-Campbell, 3e comte de Marchmont sans aucune preuve tangible. Néanmoins, il y a un lien fort avec les Marchmont : Rev. David Rose est le tuteur du fils aîné de Marchmont, Lord Polwarth, et George Rose, en quittant la Royal Navy, est recommandé par Marchmont pour le poste de vice-chambellan de la cour Tally de l'Échiquier. Le fils de George Rose, l'homme politique Sir George Henry Rose, publie en 1831 "Une sélection des papiers des comtes de Marchmont" . Un compte rendu de la relation entre les Marchmont et la famille Rose est donné dans 'The Diaries and Correspondence of the Right Hon. George Rose' (1860), édité par le Rév. Leveson Vernon Harcourt .
En raison de la pauvreté de son père, à l'âge de quatre ans, Rose est envoyé vivre avec un oncle maternel qui dirige une école à Hampstead. Il fait ses études pendant une courte période à la Westminster School avant d'entrer dans la Royal Navy, service qu'il quitte en 1762 après avoir été blessé lors de combats aux Antilles. Il obtient ensuite un poste dans la fonction publique, devient co-gardien des archives en 1772 et secrétaire du Conseil des impôts en 1777. En 1782, il abandonne ce poste pour devenir l'un des secrétaires du Trésor sous le Premier ministre Lord Shelburne, bien qu'il n'entre pas au Parlement.
Il quitte ses fonctions avec ses collègues en avril 1783, mais au mois de décembre suivant, il reprend son ancien poste au Trésor dans le ministère de Pitt, étant désormais l'un des plus fidèles partisans de ce ministre. Il entre au Parlement comme député de Launceston au début de 1784, et sa fidélité et son amitié sont récompensées par Pitt, qui lui donne un poste lucratif à la Cour de l'Échiquier ; en 1788, il devient greffier des parlements. Il est également réélu au Parlement en 1788 pour représenter Lymington et de nouveau en 1790 pour représenter Christchurch. En 1801, Rose quitte ses fonctions avec Pitt, mais revient avec lui au pouvoir en 1804, lorsqu'il est nommé vice-président du comité du commerce et co-payeur général. Il est nommé conseiller privé en janvier 1802 .
Rose démissionne de ces fonctions quelques jours après la mort de Pitt en 1806, mais il est vice-président du comité du commerce et trésorier de la marine sous le duc de Portland et Spencer Perceval de 1807 à 1812. En 1807, on lui demande de créer une nouvelle institution, en collaboration avec Edward Jenner, pour procéder à des vaccinations de masse contre la variole. Le National Vaccine Establishment, qui est contrôlé par le Vaccine Board, composé de membres du Collège des médecins et du Collège des chirurgiens sous la présidence de Sir Lucas Pepys, est créé en 1808 .
Il est encore trésorier de la marine sous Lord Liverpool et député de Christchurch, siège qu'il occupe depuis 28 ans, lorsqu'il meurt en 1818 à Cuffnells, sa maison de Lyndhurst, Hampshire. Lui et beaucoup de membres de sa famille sont enterrés au Prieuré de Christchurch.
Rose est un ami proche de l'amiral Lord Nelson. Il rencontre Nelson pour la première fois alors que ce dernier est un jeune capitaine et vient de rentrer des Antilles. Cette amitié se développe au fil des années. Nelson invite Rose à monter à bord du HMS Victory avant que le navire ne parte pour la bataille de Trafalgar ; son but est de dire à Rose que, s'il est tué, il a laissé Lady Hamilton et leur fille Horatia à la Nation. Rose est donc le dernier homme en Angleterre à avoir vu Nelson vivant. Après la mort de Nelson, Rose devient l'exécuteur testamentaire d'Emma Hamilton et la tutrice d'Horatia; mais la mort de Pitt diminue l'influence de Rose et ses collègues ministres ne l'ont pas soutenu.
Rose est également un ami du roi George III et de sa famille qui séjournent plusieurs fois avec lui à Cuffnells en route pour les vacances d'été à Weymouth. Rose possède également une maison en bord de mer à Sandhills près de Christchurch, aujourd'hui un camp de vacances.
Rose est un homme politique consciencieux, bien que lui et ses deux fils aient tiré une grosse somme d'argent des sinécures, un fait mentionné par William Cobbett dans son A New Year's Gift to old George Rose.

## Œuvres
Rose écrit plusieurs livres sur des sujets économiques, et son Diaries and Correspondence, édité par le Rev. LV Harcourt, est publié en 1860.

## Famille
En 1769, Rose épouse Theodora, la fille de John Duer de Fulham, Middlesex et Antigua, et a avec elle deux fils et une fille.
Le fils aîné, Sir George Henry Rose (1771-1855), siège au Parlement de 1794 à 1813, puis de 1818 à 1844, et est entre-temps ministre britannique à Munich, à Berlin et à Washington. Il est fait Chevalier Grand-Croix de l'Ordre royal des Guelfes et, en 1818, succède à son père comme greffier des Parlements. Il est le père du maréchal baron Strathnairn, décrit comme l'un des hommes les plus courageux de l'armée britannique et le meilleur commandant de la mutinerie indienne.
Le deuxième fils est le poète William Stewart Rose qui est ami avec Walter Scott.